# Új-Zéland zászlaja
Új-Zéland zászlaja Új-Zéland egyik nemzeti jelképe.

## Leírása

A zászló felépítése

A zászlónak két része van. A Union Jack, amely a brit gyarmati korra utal, és amely a brit nemzetközösséget szimbolizálja. A jobb oldalon található a Dél Keresztje csillagkép.
A Union Jack a bal felső sarokban található. A zászló mérete 240 cm széles és 120 cm magas. A Union Jack 120 cm széles és 60 cm magas. Jobb oldalon található négy ötágú csillag. A felső és bal középső csillagok 12 cm szélesek. Az alsó csillag 14 cm, a jobb oldali középső csillag 10 cm. A két középső csillag 82°-ot zár be.

### Színek
A mai zászló színei megegyeznek a brit lobogóéval.
| Szín | Név      | HTML    | RGB         | CMYK       | Pantone |
| ---- | -------- | ------- | ----------- | ---------- | ------- |
|      | sötétkék | #000066 | 0-0-102     | 40-40-0-60 | 280 C   |
|      | piros    | #CC0000 | 204-0-0     | 0-80-80-20 | 186 C   |
|      | fehér    | #FFFFFF | 255-255-255 | 0-0-0-0    | 1 C     |

## Története

### Az egyesült törzsek zászlaja (1834–1840)

1834-es zászló

Az ötlet, hogy Új-Zélandnak egy zászlót készítsenek először 1830-ban vetődött fel. Ebben az évben a Sydney-i kikötőben vették észre, hogy Sir George Murray zászló nélkül érkezett ide. Ekkor Új-Zélandon az ausztrál zászlóhoz hasonló zászlót kezdtek el használni, mivel Ausztrália volt a legfontosabb kereskedelmi partner.

Új-zélandi egyesült törzsek zászlaja

James Burby brit kormányzó 1834-ben szükségesnek látta, hogy új zászlót készítsenek, mert Ausztráliával kereskedelmi problémák alakultak ki a zászló miatt. Maori szervezetek összefogtak egy egységes zászlóért. A zászló az angol zászlón alapul, a bal felső sarokban négy fehér csillag van kék alapon, amelyeket vastag piros csík választ el.

### Az Union Jack (1840–1902)

Az Union Jack.

A Waitangi szerződés aláírása után a brit lobogót fogadták el. Ez nem tetszett a maoriknak, akik a brit elnyomást érezték a zászlón.

### A zászló tengeri eredete (1865–1902)

1867-es zászló

A mai zászló eredete 1865-re vezethető vissza. Ez a zászló szerepelt az összes brit hajón: a felső sarokban a brit zászló, a többin pedig kék háttér. A jobb oldalon a kék háttérben volt látható az adott gyarmat címere, vagy valami más megkülönböztetőjel.
Új-Zéland zászlójára az ország kezdőbetűit a NZ-t helyezték el.

### A mai zászló
A mai zászlót VII. Eduárd király adományozta Új-Zélandnak 1902. március 24-én. A zászló Ausztrália zászlajának mintájára készült.
2015-ben felmerült, hogy az ausztrálra hasonlító zászlót újra cseréljék le. Ezért egy pályázatot írtak ki. A pályaművek közül négy tervet válogattak ki. Ezek közül egy népszavazáson választották ki a legnépszerűbbet. Az eddigi és a pályázat győztes zászlót egy újabb szavazáson mérik össze, melynek győztese lesz az ország hivatalos zászlója.

## Zászlóváltozatok

fehér hátteres zászló

A Royal New Zealand Navy (Új-zélandi tengerészet) összes hajójának a fehér hátteres zászlót kell használnia. A zászlót 1968 óta használják.

vörös hátteres zászló

Maori zászló (1990 óta)

Az új-zélandi vörös hátteres zászlón a vörös háttérben a csillagok fehérek. 1901-ben használták először a kereskedők. A zászlót ma is a kereskedők használják.
Az új-zélandi vörös hátteres zászló hatására a helyi maori lakosok egy saját zászlót terveztek. A tervezők: Hiraina Marsden, Jan Smith és Linda Munn.

## Lásd még
- Koru zászló

## Külső hivatkozások
- Új-zélandi kultúrminisztérium Archiválva 2010. május 22-i dátummal a Wayback Machine-ben
- a zászlóról